# 永川謙
永川 謙（えがわ けん、1989年2月14日 - ）は、日本の元子役。アメリカ合衆国・ニューヨーク州出身。
血液型はB型。

## 出演作品

### テレビ番組
- あっぱれさんま大先生（フジテレビ） - レギュラー
- やっぱりさんま大先生（フジテレビ） - レギュラー

### テレビドラマ
- バカヤロー!2000 ニッポン人の怒りが爆発する!!（2000年、日本テレビ）
- 手塚治虫劇場 第二章「ふしぎなメルモ」（2000年、テレビ朝日）
- ウルトラマンコスモス 第4話「落ちてきたロボット」（2001年、MBS） - 仲澤篤史